# Dora Muñoz i Martínez
Dora Muñoz i Martínez   (Palma, 1954) és una escriptora de novel·la negra i psicopedagoga jubilada mallorquina. Després d'una trajectòria professional dedicada a la docència, va acabar com a orientadora a l'escola d'adults del Centre Penitenciari de Mallorca, on l'interès que sempre havia sentit per conèixer el costat fosc de la realitat, el món de la marginació i el delicte, va trobar un lloc adobat per a reprendre el costum d'escriure.
| «                                  | El més important de la novel·la negra és la crítica social. A mi m'agrada que hi hagi acció i suspens, però que també convidi a la reflexió. La novel·la negra és la novel·la moral dels nostres temps i parteix d'aquest descobriment del que no es veu. | » |
| — Dora Muñoz, Última Hora 14/12/22 | |   |

## Obra publicada
- Lluna negra (volum compartit amb Pere Morey, Peer Yerømssom i Josep Manuel Vidal-Illanes, Editorial Punto Rojo Libros, 2014)
- Massa mares per a un fill (Llibres del Delicte, 2016)[2]
- Caliu sota les cendres (Llibres del Delicte, 2018)[3]
- Arrels i ales (Llibres del Delicte, 2022, Premi Cubelles Noir 2023 del Festival de Novel·la Negra del Garraf)[4][5]
- Sol d'hivern (Edicions Xandri, 2024)[6]